# Ballomarius terrena
Ballomarius terrena är en insektsart som beskrevs av Jacobi 1941. Ballomarius terrena ingår i släktet Ballomarius och familjen vedstritar.
Artens utbredningsområde är Uruguay. Inga underarter finns listade i Catalogue of Life.